# Serie A 2004-2005 (rugby a 15 femminile)
La Serie A 2004-05 fu il 14º campionato di rugby a 15 femminile di prima divisione organizzato dalla Federazione Italiana Rugby e il 21º assoluto.
Si tenne dal 21 novembre 2004 al 29 maggio 2005 tra 13 squadre divise in tre gironi paritetici e a vincerlo fu — per la seconda volta, consecutiva e assoluta — la sezione femminile del Riviera, che batté in finale le Red Panthers, le rugbiste del Benetton; fu la terza finale consecutiva tra le due squadre, a quel punto della storia del torneo impostesi come le migliori formazioni del rugby femminile italiano.

## Formula
Le 13 squadre furono suddivise in tre gironi paritetici, due da quattro squadre ciascuna e uno da cinque.
La prima fase del torneo servì a determinare le prime due classificate di ogni girone le quali accedettero a una seconda fase, anch'essa a gironi: le sei squadre ammesse a tale fase furono ripartite in due gironi, uno dei quali composto dalla vincitrice del girone A e C e dalla seconda del girone B, e l'altro dalla vincitrice del girone B e le seconde classificate dei gironi A e C.
Le prime due classificate disputarono le semifinali in campo neutro (a Prato e a San Pietro in Cariano) e in gara unica secondo lo schema che vedeva la vincitrice di un girone affrontare la seconda dell'altro.
Le vincitrici delle due semifinali si affrontarono in gara unica allo stadio comunale di Monselice.

## Squadre partecipanti

### Girone A
- CUS Roma
- Frascati
- Perugia Ragazze
- Pesaro

### Girone B
- Biella
- CUS Pavia
- Koloras (Sinnai)
- Red Panthers (Treviso)
- Riviera del Brenta (Mira)

### Girone C
- Chieri
- Le Lupe (Piacenza)
- Grazia Deledda (Cagliari)
- Monza

## Prima fase a gironi

### Girone A
| 21-11-2004 | 1ª/4ª giornata      | 23-1-2015 |
| ---------- | ------------------- | --------- |
| 0-22       | Frascati — CUS Roma | 7-3       |
| 51-5       | Perugia — Pesaro    | 29-5      |

| 28-11-2004 | 2ª/5ª giornata     | 20-2-2005 |
| ---------- | ------------------ | --------- |
| 15-15      | CUS Roma — Perugia | 10-13     |
| 7-51       | Pesaro — Frascati  | 3-54      |

| 13-1-2005 | 3ª/6ª giornata     | 6-3-2005 |
| --------- | ------------------ | -------- |
| 36-0      | CUS Roma — Pesaro  | 39-7     |
| 12-17     | Perugia — Frascati | 24-0     |

#### Classifica girone A
| Pos | Squadra         | G | V | N | P | PF  | PS  | DP   | BMP | Pt |
| --- | --------------- | - | - | - | - | --- | --- | ---- | --- | -- |
| 1   | Perugia Ragazze | 6 | 4 | 1 | 1 | 144 | 52  | +92  | 4   | 22 |
| 2   | Frascati        | 6 | 4 | 0 | 2 | 129 | 71  | +58  | 2   | 18 |
| 3   | CUS Roma        | 6 | 3 | 1 | 2 | 125 | 42  | +83  | 4   | 18 |
| 4   | Pesaro          | 6 | 0 | 0 | 6 | 27  | 260 | −233 | 0   | 0  |

### Girone B
| Data       | Incontro                 | Risultato |
| ---------- | ------------------------ | --------- |
| 21-11-2004 | CUS Pavia — Biella       | 17-18     |
| 28-11-2004 | Biella — Red Panthers    | 0-69      |
| 28-11-2004 | Riviera — Koloras        | 164-0     |
| 12-12-2004 | CUS Pavia — Riviera      | 0-110     |
| 12-12-2004 | Koloras — Biella         | 10-13     |
| 19-12-2004 | CUS Pavia — Koloras      | 20-10     |
| 19-12-2004 | Riviera — Red Panthers   | 31-10     |
| 16-1-2005  | Red Panthers — CUS Pavia | 131-0     |
| 23-1-2005  | Red Panthers — Koloras   | 132-0     |
| 30-1-2005  | Biella — Riviera         | 0-97      |
| 13-2-2005  | Red Panthers — Biella    | 41-3      |
| 13-2-2005  | Koloras — Riviera        | 0-96      |
| 20-2-2005  | Biella — Koloras         | 49-7      |
| 20-2-2005  | Riviera — CUS Pavia      | 154-0     |
| 27-2-2005  | Koloras — Red Panthers   | 3-111     |
| 6-3-2005   | Koloras — CUS Pavia      | 0-5       |
| 13-3-2005  | CUS Pavia — Red Panthers | 0-190     |
| 13-3-2005  | Riviera — Biella         | annul.    |
| 17-4-2005  | Red Panthers — Riviera   | 8-12      |
| 17-4-2005  | Biella — CUS Pavia       | 39-0      |

#### Classifica girone B
| Pos | Squadra            | G | V | N | P | PF  | PS  | DP   | BMP | Pt |
| --- | ------------------ | - | - | - | - | --- | --- | ---- | --- | -- |
| 1   | Riviera del Brenta | 7 | 7 | 0 | 0 | 664 | 18  | +646 | 6   | 34 |
| 2   | Red Panthers       | 8 | 6 | 0 | 2 | 692 | 49  | +643 | 7   | 31 |
| 3   | Biella             | 7 | 4 | 0 | 3 | 122 | 241 | −119 | 2   | 18 |
| 4   | CUS Pavia          | 8 | 2 | 0 | 6 | 42  | 652 | −610 | 2   | 10 |
| 5   | Koloras            | 8 | 0 | 0 | 8 | 30  | 590 | −560 | 2   | 2  |

### Girone C
| 21-11-2004 | 1ª/4ª giornata           | 23-1-2015 |
| ---------- | ------------------------ | --------- |
| 10-0       | Le Lupe — Grazia Deledda | 15-0      |
| 20-0       | Monza — Chieri           | 125-0     |

| 28-11-2004 | 2ª/5ª giornata         | 20-2-2005 |
| ---------- | ---------------------- | --------- |
| 0-105      | Chieri — Le Lupe       | 0-20      |
| 0-7        | Grazia Deledda — Monza | 5-5       |

| 16-1-2005 | 3ª/6ª giornata          | 13-3-2005 |
| --------- | ----------------------- | --------- |
| 0-92      | Chieri — Grazia Deledda | ann.      |
| 10-7      | Monza — Le Lupe         | 0-10      |

#### Classifica girone C
| Pos | Squadra        | G | V | N | P | PF  | PS  | DP   | BMP | Pt  |
| --- | -------------- | - | - | - | - | --- | --- | ---- | --- | --- |
| 1   | Le Lupe        | 6 | 5 | 0 | 1 | 167 | 10  | +157 | 2   | 22  |
| 2   | Monza          | 6 | 4 | 1 | 1 | 167 | 22  | +145 | 2   | 20  |
| 3   | Grazia Deledda | 5 | 1 | 1 | 3 | 97  | 37  | +60  | −2  | 4   |
| 4   | Chieri         | 5 | 0 | 0 | 5 | 0   | 362 | −362 | −16 | −16 |

## Seconda fase a gironi

### Girone A
| Data      | Incontro               | Risultato |
| --------- | ---------------------- | --------- |
| 24-4-2005 | Red Panthers — Perugia | 55-0      |
| 1-5-2005  | Perugia — Le Lupe      | 5-38      |
| 8-5-2005  | Le Lupe — Red Panthers | 19-36     |

#### Classifica girone A
| Pos | Squadra         | G | V | N | P | PF | PS | DP  | BMP | Pt |
| --- | --------------- | - | - | - | - | -- | -- | --- | --- | -- |
| 1   | Red Panthers    | 2 | 2 | 0 | 0 | 91 | 19 | +72 | 2   | 10 |
| 2   | Le Lupe         | 2 | 1 | 0 | 1 | 57 | 41 | +16 | 1   | 5  |
| 3   | Perugia Ragazze | 2 | 0 | 0 | 2 | 5  | 93 | −88 | 0   | 0  |

### Girone B
| Data      | Incontro           | Risultato |
| --------- | ------------------ | --------- |
| 24-4-2005 | Monza — Riviera    | 0-35      |
| 1-5-2005  | Frascati — Monza   | 13-5      |
| 8-5-2005  | Riviera — Frascati | 47-3      |

#### Classifica girone B
| Pos | Squadra            | G | V | N | P | PF | PS | DP  | BMP | Pt |
| --- | ------------------ | - | - | - | - | -- | -- | --- | --- | -- |
| 1   | Riviera del Brenta | 2 | 2 | 0 | 0 | 82 | 3  | +79 | 2   | 10 |
| 2   | Frascati           | 2 | 1 | 0 | 1 | 16 | 52 | −36 | 0   | 4  |
| 3   | Monza              | 2 | 0 | 0 | 2 | 5  | 48 | −43 | 0   | 0  |

## Fase aplay-off
|  | Semifinali         | Semifinali         | Semifinali   |              |                    | Finale             | Finale | Finale |  |
|  |                    |                    |              |              |                    |                    |        |        |  |
|  | Riviera del Brenta | Riviera del Brenta | 15           |              |                    |                    |        |        |  |
|  | Riviera del Brenta | Riviera del Brenta | 15           |              |                    |                    |        |        |  |
|  | Le Lupe            | Le Lupe            | 3            |              |                    |                    |        |        |  |
|  | Le Lupe            | Le Lupe            | 3            |              | Riviera del Brenta | Riviera del Brenta | 16     |        |  |
|  |                    |                    |              |              | Riviera del Brenta | Riviera del Brenta | 16     |        |  |
|  |                    |                    | Red Panthers | Red Panthers | 10                 |                    |        |        |  |
|  | Red Panthers       | Red Panthers       | Red Panthers | Red Panthers | 10                 | 24                 |        |        |  |
|  | Red Panthers       | Red Panthers       |              |              |                    |                    |        |        |  |
|  | Frascati           | Frascati           | 3            |              |                    |                    |        |        |  |

### Semifinali
| Arbitro: | Falzone (Padova) |

|                          |      |             |
| Veronese 72’ Pizzati 75’ | mt   |             |
| Veronica Schiavon 72’    | tr   |             |
| Veronica Schiavon 15’    | c.p. | 65’ Zanetti |

| Prato 21 maggio 2005, ore 15:30 UTC+2 Semifinale | Red Panthers     | 24 – 3 | Frascati | Stadio Chersoni\| Arbitro: \| Pacini (Livorno) \| |
| Arbitro:                                         | Pacini (Livorno) |        |          |                                                   |

### Finale
| Arbitro: | Bonaccorsi (Arezzo) |

| |              | |
| Bettin 3’ | mt           | 47’ Sartorato 80’ L. Stefan |
| Veronica Schiavon 47’ | tr           | |
| Veronica Schiavon 27’, 39’, 78’ | c.p.         | |
| · Botter · Lissana · Pizzati · Zangirolami 47’ · Veronese · Veronica Schiavon · Valentina Schiavon · 26’ 34’ Toniolo · Bettin 57’ · Nespoli · Scarin · 50’ Buratto · Bonaldi · Giraudo · 67’ Gastaldi | Formazioni   | · Barattin · Colusso · Pavan · G. Bado · Carlet · Bottega · Facchini · Agostinelli · Sartorato · A. Bado · F. Gallina · Tronchin 65’ · R. Gallina 80+1’ · L. Stefan · Mestriner |
| · 26’ 34’ Boscain · 27’ Barban · 47’ Barros · 50’ Boscain · 57’ Corrò | Sostituzioni | · V. Innocente 65’ · F. Innocente 80+1’ |
| Mario Schiavon | Allenatori   | Gianni Zaffalon |

## Verdetti
- Riviera del Brenta: campione d'Italia